# Юсифов, Роман Ясаф оглы
Роман Ясаф оглы Юсифов (азерб. Roman Yasəf oğlu Yusifov; 28 июля 1973, Шабранский район — 17 марта 1995, Баку) — военнослужащий Вооружённых сил Республики Азербайджан, Национальный Герой Азербайджана (1995).

## Биография
Родился Роман Юсифов 28 июля 1973 года в Шабранском районе, Азербайджанской ССР. В 1980 году он поступил в первый класс средней школы № 2, а в 1990 году завершил обучение в школе. В 1992 году был призван в Национальную армию Азербайджана. После прохождения военной подготовки в городе Нахичевань был направлен в Садаракский район. Принимал участие в боевых действиях на территории Нахичеванской Автономной Республики. В этих боях Роман Юсифов проявил мужество и отвагу. В октябре 1992 года получил ранение. Сначала проходил курс лечения в Нахичеване, а затем был перевезён в медицинское учреждение города Баку. После излечения продолжил службу в воинской части № 777.
По приказу командования был направлен на годичные офицерские курсы. После обучения получает звание лейтенанта и вновь возвращается в воинскую часть. Его назначают командиром подразделения.
В марте 1995 года, группа вооружённых незаконных бандформирований выступила против действующей государственной политики Азербайджана. 13 марта 1995 года подразделение, в котором служил Роман, чтобы предотвратить попытку переворота, было направлено к месту противостояний в городе Баку. Юсифов принимал участие в подавлении и нейтрализации незаконных формирований, бывших членов отряда полиции особого назначения, действующих с целью Государственного переворота в Азербайджанской Республики. В вооружённом столкновении с государственными преступниками Роман получил смертельное тяжёлое ранение огнестрельным выстрелом, от которого 17 марта 1995 года скончался.
Роман Юсифов был не женат. 

## Память
Указом Президента Азербайджанской Республики № 307 от 4 апреля 1995 года Роману Ясаф оглы Юсифову было присвоено звание Национального Героя Азербайджана (посмертно).
Похоронен в селе Галагах Шабранского района Республики Азербайджан.
Средняя школа № 2, в которой он учился, носит имя Нациоанльного Героя Азербайджана.